# Mikołaj Łysakowski
Mikołaj Łysakowski herbu Lubicz (zm. 1585) – kasztelan bełski w 1585 roku, kasztelan chełmski w latach 1572–1585, kasztelan lubaczowski w latach 1564–1572, stolnik czerski w latach 1555–1556, wielokrotny poseł I Rzeczypospolitej,

## Życiorys
Urodził się jako syn Jana Łysakowskiego, Mieszkał na ziemi bełskiej. Podobnie jak i inni z jego rodu, wyjeżdżał na nauki do Krakowa, Niemiec i Włoch.
Zaczynał jako poborca i dzierżawca ceł na Rusi. Został podsędkiem bełskim i stolnikiem czerskim. Był wybijającym się politykiem ówczesnej Polski. Wybierany wielokrotnie na posła. Był członkiem komisji do rewizji królewszczyzn na sejmie 1563/1564 roku. Jako przedstawiciel Korony Królestwa Polskiego podpisał akt unii lubelskiej 1569 roku. W 1573 roku potwierdził elekcję Henryka III Walezego na króla Polski. Sędzia sądów generalnych województwa ruskiego w 1575 roku. Był właścicielem licznych dóbr nawet na Litwie, m.in. w 1567 – współwłaścicielem z braćmi Piotrem Łysakowskim–Gostkowskim i Stanisławem Łysakowskim – Łysakowa, skąd wywodził się jego ród Łysakowskich.
Był od 1580 r. drugim mężem Jadwigi Sierzchowskiej h. Drzewica (ur. 1530, zm. po 1579) – córki Stanisława Sierzchowskiego. Synowie jego też należeli do wybitnych postaci. Np. Jakub Łysakowski był dworzaninem królewskim i piastował wiele urzędów w Ziemi Chełmskiej, wspierał w wojnach Stefana Batorego.
Poseł na sejm warszawski 1563/1564 roku z województwa bełskiego, sejm parczewski 1564 roku, poseł na sejm piotrkowski 1565 roku, sejm lubelski 1566 roku  z województwa bełskiego, 1567, 1569 roku. Poseł na sejm 1572 roku z województwa bełskiego.
Zmarł w 1585 roku.
Jego wnukiem był kniaź Mikołaj Lew Sołomerecki (zm. 1626/7) – podkomorzy piński, kasztelan smoleński.